# Чернецов (хутор)
Чернецов — хутор в Красносулинском районе Ростовской области.
Входит в состав Божковского сельского поселения.

## География
Хутор находится на реке Лихой.

### Улицы
| - ул. Заречная, - ул. Мира, - ул. Советская, - ул. Щаденко, | - пер. Береговой, - пер. Комсомольский, - пер. Южный. |

## История
Основан в 1786 году полковым сотником Григорием Чернецовым.
Григорий Чернецов приехав в эти земли, построил водяную мельницу на реке Лихая и «населил крестьянский хутор». В 1801 году хутор насчитывал 13 дворов, проживало 39 мужчин и 38 женщин. Лучшие земли по левобережью реки Лихой принадлежали Чернецову, который жил в Новочеркасске, в хуторе он имел дачный участок, худшие же земли сдавал в аренду иногородним крестьянам. В середине XIX века Чернецовская крестьянская слобода, ставшая к тому времени волостным центром, имела 38 дворов и насчитывала 243 жителя. Жители хутора в основном занимались земледелием, сеяли пшеницу, рожь, ячмень, коноплю.
После отмены крепостного права, владелец земли, потомок Чернецова, продал часть земли на правобережье реки Лихой казакам из станицы Калитвенской. В 1882 году здесь была построена каменная церковь Пресвятой Троицы. В 1908 году Герман Чернецов продал своё владение богатому казаку из станицы Калитвенской — Никите Иванову. К этому времени хутор становится слободой Чернецов, и входит в Федоровскую волость и представлял собой большое поселение, насчитывая более 900 человек.
После революции, в годы гражданской войны многие жители слободы ушли добровольцами в ряды Красной Армии. С приходом мирной жизни в слободе был создан комитет бедноты, а затем товарищество по совместной обработке земли. В середине 1920-х годов в окрестностях хутора была открыта частная шахта, но просуществовала она не долго. Великая Отечественная война не обошла стороной слободу Чернецов, и в 1942 году он был захвачен немцами, а в феврале 1943 года освобожден войсками Юго-Западного фронта.
В 1969 году была построена школа, а в конце 1980-х — сельский дом культуры.
Многие годы Чернецов принадлежал Каменскому району, позже вошел в состав Красносулинского района.

## Население
| 2010 |
| ---- |
| 426  |